# Eulogio Cantillo
Eulogio Amado Cantillo Porras (Mantua, Pinar del Río; 13 de septiembre de 1911-Miami, Florida; 9 de septiembre de 1978) fue un militar cubano que se desempeñó como un alto jefe militar durante la dictadura de Fulgencio Batista y cuando este último huyó hacia República Dominicana a causa del triunfo de la Revolución cubana, el 1 de enero de 1959 quedó de hecho como la máxima autoridad en Cuba. En esa situación se nombró a sí mismo Comandante en Jefe de las Fuerzas Armadas. Finalmente mandó a buscar a Carlos Manuel Piedra, magistrado más antiguo del Tribunal Supremo, para indicarle que le correspondía la sucesión presidencial. Fue juzgado por un tribunal revolucionario castrista y condenado a 15 años de prisión. Liberado antes de cumplir la totalidad de la sentencia viajó a Miami donde murió.

## Biografía

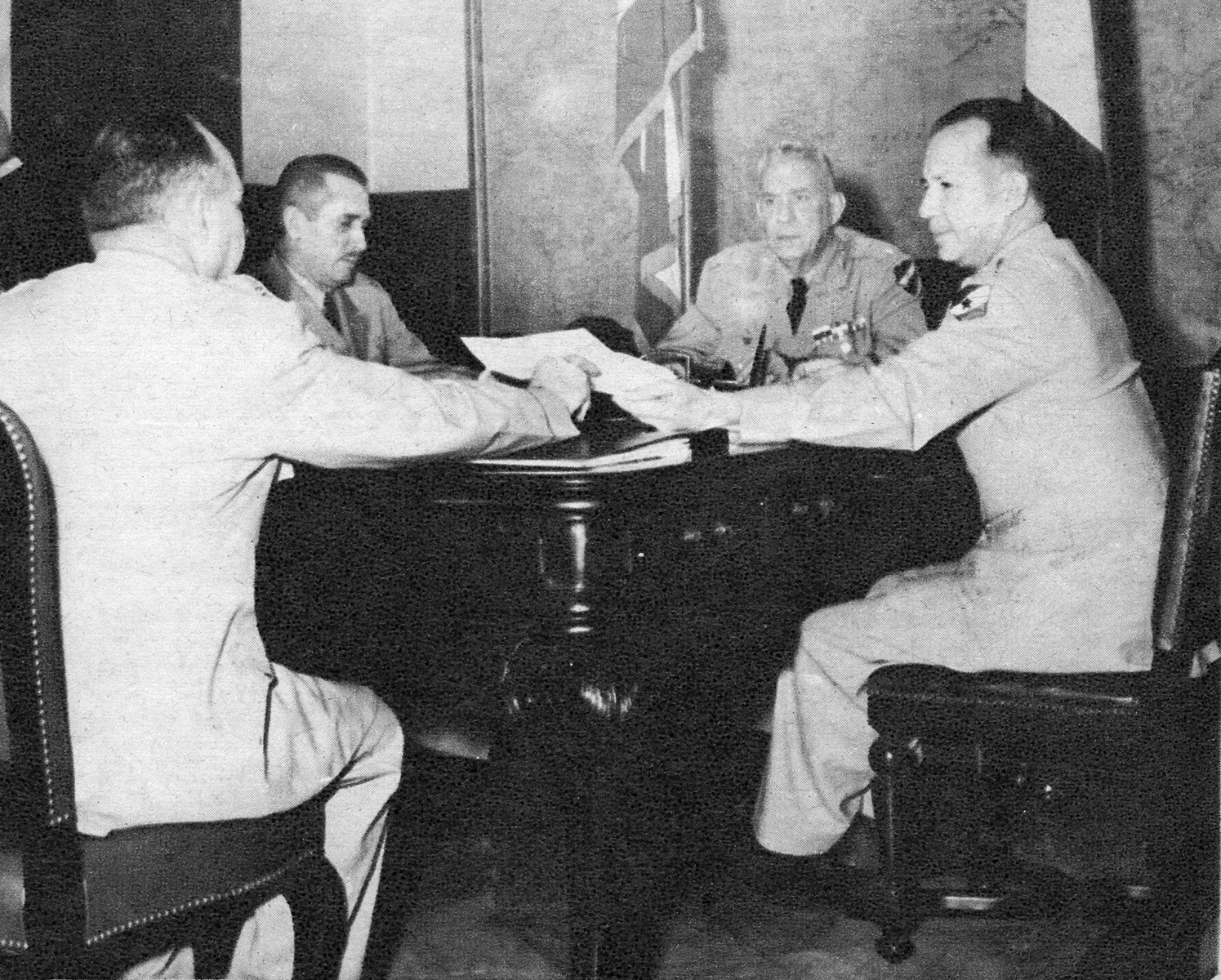
En el campamento de Columbia el 10 de marzo de 1952. 4 de los jefes del Golpe de Estado en Cuba de 1952. De izquierda a derecha: Luis Robaina Piedra, Martín Díaz Tamayo, Francisco Tabernilla Dolz y Eulogio Cantillo.

Nace el 13 de septiembre de 1911 en la localidad de Mantua, provincia de Pinar del Río. Cuando joven se gradúa del Colegio Militar de Cuba con honores, alcanzando rangos superiores en las fuerzas armadas rápidamente. El general Cantillo fue el militar más destacado de su promoción, siendo Ramón Barquín el segundo. Era jefe del Cuerpo de Aviación del Ejército el 10 de marzo de 1952 cuando ocurrió el golpe de Estado dirigido por Fulgencio Batista, que derrocó al presidente Carlos Prío Socarrás. No fue uno de los golpistas, pero pronto se unió a sus filas y Batista lo ascendió a general de brigada. Durante la dictadura de Batista alcanzó el grado de mayor general en diciembre de 1957, y ocupó varios puestos: ayudante general del Ejército (1952), jefe de la División de Infantería “General Alejandro Rodríguez” (1956), y jefe de la Zona de Operaciones de Bayamo (1958), en la fallida Operación Verano.
En los últimos días de 1958 cuando resultaba evidente que los grupos revolucionarios derrotarían a la dictadura, Cantillo se entrevistó y negoció con Fidel Castro un pacto, donde varios militares estaban dispuestos a unir sus fuerzas con los rebeldes a cambio de la formación de una junta cívico-militar, encabezada por Ramón Barquín y Manuel Urrutia Lleó. Castro rechazo la oferta. Castro dijo que Cantillo se comprometió a apresar a Batista y no dejarlo salir de Cuba, lo cual no cumplió.
El general Cantillo facilitó la huida de Batista y otros altos funcionarios de su gobierno a República Dominicana y quedó al mando de Cuba en la madrugada del 1 de enero de 1959. En esa situación se nombró a sí mismo Comandante en Jefe de las Fuerzas Armadas. Siguiendo lo establecido en la Constitución cubana de 1940, vigente desde febrero de 1955, procedió a entregar la presidencia vacante del país al designado en la Constitución; el vicepresidente había renunciado en 1958, el presidente del Senado (Anselmo Alliegro y Milá) no aceptó el cargo, el presidente de la Cámara de Representantes (Gastón Godoy y Loret de Mola) había huido del país en un avión con Batista, y finalmente mandó a buscar a Carlos Manuel Piedra, magistrado más antiguo del Tribunal Supremo, para indicarle que le correspondía ser presidente, según establecía la Constitución. Piedra aceptó el cargo el 1 de enero de 1959, pero horas después renunció por la falta de apoyo. Cantillo se instaló en el Campamento Militar de Columbia en La Habana con los remanentes del ejército de Batista. 
Luego fue relevado del mando militar por el coronel Ramón Barquín, recién liberado del Presidio Modelo. Cuando Castro asumió el poder en enero de 1959, ordenó apresar y fusilar a Cantillo por traición, pero luego fue juzgado por los tribunales revolucionarios y condenado a 15 años de prisión en el Presidio Modelo. Fue puesto en libertad en 1967, antes de cumplir la totalidad de la pena. Se exilió en Miami en 1968, donde se sumó a los grupos anticastristas. Murió en 1978. En mayo de 1959 el diario Prensa Libre (que pertenecía aún a sus antiguos propietarios) publicó unas referencias a la actitud de Cantillo a propósito del golpe de Estado del 10 de marzo de 1952. El fragmento aparece en el libro "General Regreso" de Newton Briones Montoto. Según testimonio del general Ruperto Cabrera, jefe del ejército depuesto y apresado el 10 de marzo, al ser llevado detenido a la casa de Emelina Miranda, suegra de Batista, (una suerte de puesto de mando de la conspiración), encontró a Eulogio Cantillo, oficial en activo subordinado de Ruperto.
Al verlo Cantillo le dijo: "-General, ya sabe usted lo que ha pasado, yo nada pude hacer para impedirlo. -Yo estoy preso -le contestó Cabrera. Usted es mayor de edad y sabe lo que hace. Comprendí que el general Cantillo no estaba detenido porque conservaba su pistola al cinto".